# Campeonato Mundial de Atletismo de 2013
El XIV Campeonato Mundial de Atletismo se celebró en Moscú (Rusia) entre el 10 y el 18 de agosto de 2013 bajo la organización de la Asociación Internacional de Federaciones de Atletismo (IAAF) y la Federación Rusa de Atletismo.
Las competiciones se realizaron en el Estadio Olímpico Luzhnikí de la capital rusa, con capacidad para unos 78 000 espectadores, las pruebas de marcha y maratón tuvieron un recorrido urbano con inicio y meta en el Estadio Olímpico: para la maratón un trayecto de unos 5 km a lo largo del río Moscova, con punto de retorno enfrente de la Plaza Roja, y para las pruebas de marcha un circuito de 1 km en el paseo Luzhnetskaya, ubicado a la orilla del Moscova, cerca del estadio.

## Elección
El 1 de diciembre de 2006 la IAAF anunció las cuatro ciudades candidatas para acoger el evento: Barcelona (España), Brisbane (Australia), Gotemburgo (Suecia) y Moscú (Rusia). Dos semanas después, la Federación Sueca de Atletismo informó la retirada de la candidatura de Gotemburgo por problemas financieros.
El 27 de marzo de 2007, en la reunión del consejo de la IAAF realizada en la ciudad de Mombasa (Kenia), la capital rusa fue elegida como la sede del Mundial de 2013.

## Símbolos

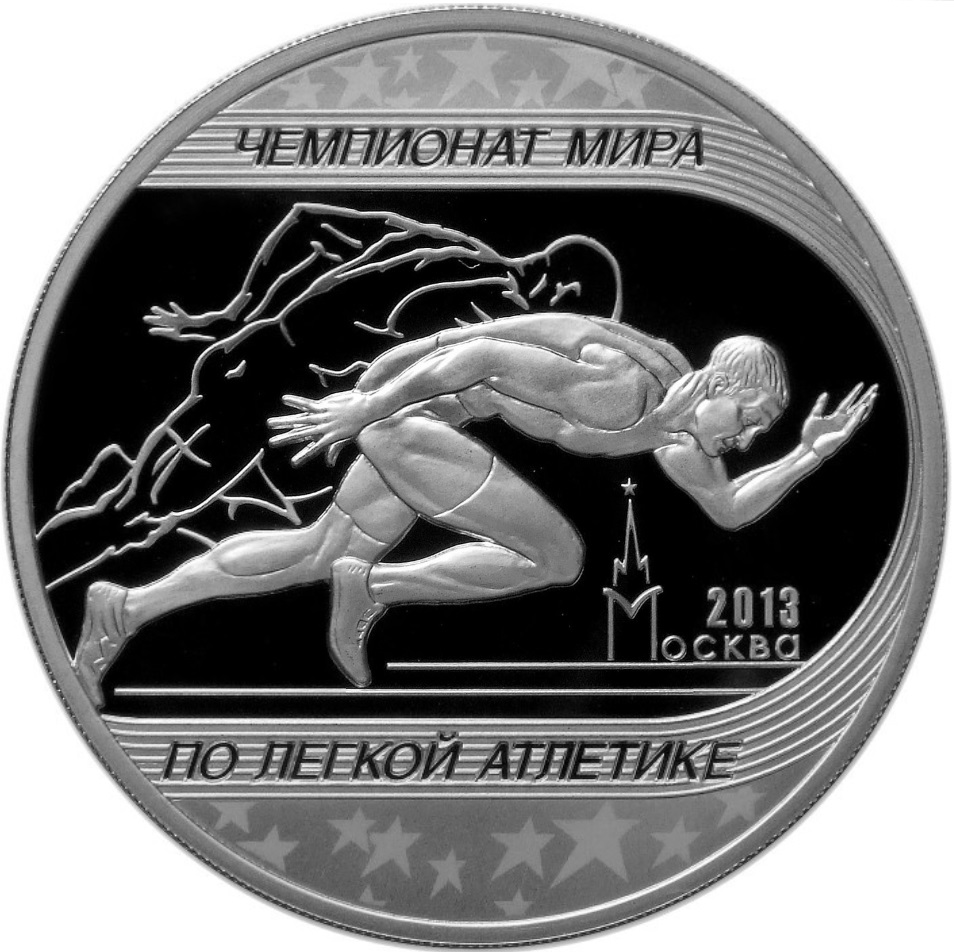
Moneda conmemorativa del campeonato.

El logotipo oficial del evento fue realizado de acuerdo a la marca y guía de estilo proporcionados por la IAAF, que muestra las curvas de una pista de atletismo, que simbolizan el «movimiento continuo» del deporte. El diseño propio de esta cita consiste en la imagen de una saltadora con pértiga en acción, la silueta típica de las torres moscovitas representativas de los años 40 y 50 del siglo XX y la leyenda «MOSCOW 2013», utilizando la bandera rusa como fondo.
La mascota fue un gorrión de plumaje color marrón, negro y blanco que porta una camiseta azul claro, estampada con el emblema del evento. Fue elegida por medio de un concurso público, de entre más de 200 diseños, y presentada al público el 5 de diciembre de 2012. Lleva el nombre de Rumpo (Rumpow en su versión inglesa), acrónimo que proviene de las palabras inglesas RUnning, JuMPing y thrOWing, indicando las tres principales actividades atléticas: correr, saltar y lanzar.

## Países participantes
De acuerdo a la IAAF, participaron un total de 1970 atletas (1105 hombres y 865 mujeres) provenientes de 206 naciones.

## Calendario
| E | Eliminatorias | C | Clasificaciones | ½ | Semifinales | F | Final |

| Fecha →           | 10 | 10 | 11 | 11 | 11 | 12 | 12 | 12 | 13 | 13 | 14 | 14 | 15 | 15 | 16 | 16 | 17 | 17 | 18 | 18 | 18 |
| Evento ↓          | M  | T  | M  | T  | T  | M  | T  | T  | M  | T  | M  | T  | M  | T  | M  | T  | M  | T  | M  | T  | T  |
| ----------------- | -- | -- | -- | -- | -- | -- | -- | -- | -- | -- | -- | -- | -- | -- | -- | -- | -- | -- | -- | -- | -- |
| 100 m             | C  | E  |    | ½  | F  |    |    |    |    |    |    |    |    |    |    |    |    |    |    |    |    |
| 200 m             |    |    |    |    |    |    |    |    |    |    |    |    |    |    | E  | ½  |    | F  |    |    |    |
| 400 m             |    |    | E  |    |    |    | ½  | ½  |    | F  |    |    |    |    |    |    |    |    |    |    |    |
| 800 m             | E  |    |    | ½  | ½  |    |    |    |    | F  |    |    |    |    |    |    |    |    |    |    |    |
| 1500 m            |    |    |    |    |    |    |    |    |    |    | E  |    |    |    |    | ½  |    |    |    | F  | F  |
| 5000 m            |    |    |    |    |    |    |    |    | E  |    |    |    |    |    |    | F  |    |    |    |    |    |
| 10 000 m          |    | F  |    |    |    |    |    |    |    |    |    |    |    |    |    |    |    |    |    |    |    |
| Maratón           |    |    |    |    |    |    |    |    |    |    |    |    |    |    |    |    |    | F  |    |    |    |
| 110 m vallas      |    |    | E  |    |    |    | ½  | F  |    |    |    |    |    |    |    |    |    |    |    |    |    |
| 400 m vallas      |    |    |    |    |    | E  |    |    |    | ½  |    |    |    | F  |    |    |    |    |    |    |    |
| 3000 m obstáculos |    |    |    |    |    | E  |    |    |    |    |    |    |    | F  |    |    |    |    |    |    |    |
| 4 × 100 m         |    |    |    |    |    |    |    |    |    |    |    |    |    |    |    |    |    |    |    | E  | F  |
| 4 × 400 m         |    |    |    |    |    |    |    |    |    |    |    |    |    | E  |    | F  |    |    |    |    |    |
| 20 km marcha      |    |    |    | F  | F  |    |    |    |    |    |    |    |    |    |    |    |    |    |    |    |    |
| 50 km marcha      |    |    |    |    |    |    |    |    |    |    | F  |    |    |    |    |    |    |    |    |    |    |
| Salto de longitud |    |    |    |    |    |    |    |    |    |    | C  |    |    |    |    | F  |    |    |    |    |    |
| Triple salto      |    |    |    |    |    |    |    |    |    |    |    |    |    |    | C  |    |    |    |    | F  | F  |
| Salto de altura   |    |    |    |    |    |    |    |    | C  |    |    |    |    | F  |    |    |    |    |    |    |    |
| Salto con pértiga | C  |    |    |    |    |    | F  | F  |    |    |    |    |    |    |    |    |    |    |    |    |    |
| Peso              |    |    |    |    |    |    |    |    |    |    |    |    | C  |    |    | F  |    |    |    |    |    |
| Disco             |    |    |    |    |    | C  |    |    |    | F  |    |    |    |    |    |    |    |    |    |    |    |
| Martillo          |    | C  |    |    |    |    | F  | F  |    |    |    |    |    |    |    |    |    |    |    |    |    |
| Jabalina          |    |    |    |    |    |    |    |    |    |    |    |    | C  |    |    |    |    | F  |    |    |    |
| Decatlón          | F  | F  | F  | F  | F  |    |    |    |    |    |    |    |    |    |    |    |    |    |    |    |    |

| Fecha →           | 10 | 10 | 11 | 11 | 12 | 12 | 12 | 13 | 13 | 14 | 14 | 15 | 15 | 16 | 16 | 17 | 17 | 17 | 18 | 18 | 18 |
| Evento ↓          | M  | T  | M  | T  | M  | T  | T  | M  | T  | M  | T  | M  | T  | M  | T  | M  | T  | T  | M  | T  | T  |
| ----------------- | -- | -- | -- | -- | -- | -- | -- | -- | -- | -- | -- | -- | -- | -- | -- | -- | -- | -- | -- | -- | -- |
| 100 m             | C  |    | E  |    |    | ½  | F  |    |    |    |    |    |    |    |    |    |    |    |    |    |    |
| 200 m             |    |    |    |    |    |    |    |    |    |    |    | E  | ½  |    | F  |    |    |    |    |    |    |
| 400 m             |    | E  |    | ½  |    | F  | F  |    |    |    |    |    |    |    |    |    |    |    |    |    |    |
| 800 m             |    |    |    |    |    |    |    |    |    |    |    | E  |    |    | ½  |    |    |    |    | F  | F  |
| 1500 m            |    |    | E  |    |    |    |    |    | ½  |    |    |    | F  |    |    |    |    |    |    |    |    |
| 5000 m            |    |    |    |    |    |    |    |    |    | E  |    |    |    |    |    |    | F  | F  |    |    |    |
| 10 000 m          |    |    |    | F  |    |    |    |    |    |    |    |    |    |    |    |    |    |    |    |    |    |
| Maratón           | F  |    |    |    |    |    |    |    |    |    |    |    |    |    |    |    |    |    |    |    |    |
| 100 m vallas      |    |    |    |    |    |    |    |    |    |    |    |    |    | E  |    |    | ½  | F  |    |    |    |
| 400 m vallas      |    |    |    |    | E  |    |    |    | ½  |    |    |    | F  |    |    |    |    |    |    |    |    |
| 3000 m obstáculos |    | E  |    |    |    |    |    |    | F  |    |    |    |    |    |    |    |    |    |    |    |    |
| 4 × 100 m         |    |    |    |    |    |    |    |    |    |    |    |    |    |    |    |    |    |    |    | E  | F  |
| 4 × 400 m         |    |    |    |    |    |    |    |    |    |    |    |    |    | E  |    |    | F  | F  |    |    |    |
| 20 km marcha      |    |    |    |    |    |    |    | F  |    |    |    |    |    |    |    |    |    |    |    |    |    |
| 50 km marcha      | —  | —  | —  | —  | —  | —  | —  | —  | —  | —  | —  | —  | —  | —  | —  | —  | —  | —  | —  | —  | —  |
| Salto de longitud |    | C  |    | F  |    |    |    |    |    |    |    |    |    |    |    |    |    |    |    |    |    |
| Triple salto      |    |    |    |    |    |    |    | C  |    |    |    |    | F  |    |    |    |    |    |    |    |    |
| Salto de altura   |    |    |    |    |    |    |    |    |    |    |    | C  |    |    |    |    | F  | F  |    |    |    |
| Salto con pértiga |    |    |    | C  |    |    |    |    | F  |    |    |    |    |    |    |    |    |    |    |    |    |
| Peso              |    |    | C  |    |    | F  | F  |    |    |    |    |    |    |    |    |    |    |    |    |    |    |
| Disco             | C  |    |    | F  |    |    |    |    |    |    |    |    |    |    |    |    |    |    |    |    |    |
| Martillo          |    |    |    |    |    |    |    |    |    | C  |    |    |    |    | F  |    |    |    |    |    |    |
| Jabalina          |    |    |    |    |    |    |    |    |    |    |    |    |    | C  |    |    |    |    |    | F  | F  |
| Heptatlón         |    |    |    |    | F  | F  | F  | F  | F  |    |    |    |    |    |    |    |    |    |    |    |    |

## Resultados

### Masculino
| Evento                    | Oro                                                                         | Plata                                                                         | Bronce                                                                              |
| ------------------------- | --------------------------------------------------------------------------- | ----------------------------------------------------------------------------- | ----------------------------------------------------------------------------------- |
| 100 m (11.08)             | Usain Bolt Jamaica 9,77 s                                                   | Justin Gatlin Estados Unidos 9,85 s                                           | Nesta Carter Jamaica 9,95 s                                                         |
| 200 m (17.08)             | Usain Bolt Jamaica 19,66                                                    | Warren Weir Jamaica 19,79                                                     | Curtis Mitchell Estados Unidos 20,04                                                |
| 400 m (13.08)             | LaShawn Merritt Estados Unidos 43,74                                        | Tony McQuay Estados Unidos 44,40                                              | Luguelín Santos · República Dominicana · 44,52                                      |
| 800 m (13.08)             | Mohammed Aman Etiopía 1:43,31                                               | Nick Symmonds Estados Unidos 1:43,55                                          | Ayanleh Souleiman Yibuti 1:43,76                                                    |
| 1500 m (18.08)            | Asbel Kiprop Kenia 3:36,28                                                  | Matthew Centrowitz Estados Unidos 3:36,78                                     | Johan Cronje Sudáfrica 3:36,83                                                      |
| 5000 m (16.08)            | Mohamed Farah Reino Unido 13:26,98                                          | Hagos Gebrhiwet Etiopía 13:27,26                                              | Isiah Kiplangat Koech Kenia 13:27,26                                                |
| 10 000 m (10 de agosto)   | Mohamed Farah Reino Unido 27:21,71                                          | Ibrahim Jeilan Etiopía 27:22,23                                               | Paul Kipngetich Tanui Kenia 27:22,61                                                |
| 110 m vallas (12.08)      | David Oliver Estados Unidos 13,00                                           | Ryan Wilson Estados Unidos 13,13                                              | Serguei Shubenkov · Rusia · 13,24                                                   |
| 400 m vallas (15.08)      | Jehue Gordon Trinidad y Tobago 47,69                                        | Michael Tinsley Estados Unidos 47,70                                          | Emir Bekrić Serbia 48,05                                                            |
| 3000 m obstáculos (15.08) | Ezekiel Kemboi Kenia 8:06,01                                                | Conseslus Kipruto Kenia 8:06,37                                               | Mahiedine Mekhissi-Benabbad Francia 8:07,86                                         |
| 20 km marcha (11.08)      | Alexandr Ivanov · Rusia · 1:20:58                                           | Chen Ding China 1:21:10                                                       | Miguel Ángel López · España · 1:21,21                                               |
| 50 km marcha (14.08)      | Robert Heffernan Irlanda 3:37:56                                            | Jared Tallent Australia 3:40:03                                               | Ihor Hlavan · Ucrania · 3:40:39                                                     |
| Maratón (17.08)           | Stephen Kiprotich Uganda 2:09:51                                            | Lelisa Desisa Etiopía 2:10:12                                                 | Tadese Tola Etiopía 2:10:23                                                         |
| Salto de altura (15.08)   | Bohdan Bondarenko · Ucrania · 2,41 m                                        | Mutaz Essa Barshim Catar 2,38 m                                               | Derek Drouin · Canadá · 2,38 m                                                      |
| Salto con pértiga (12.08) | Raphael Holzdeppe · Alemania · 5,89                                         | Renaud Lavillenie Francia 5,89                                                | Björn Otto · Alemania · 5,82                                                        |
| Salto de longitud (16.08) | Alexandr Menkov · Rusia · 8,56                                              | Ignisious Gaisah · Países Bajos · 8,29                                        | Luis Rivera Morales · México · 8,27                                                 |
| Triple salto (18.08)      | Teddy Tamgho Francia 18,04                                                  | Pedro Pablo Pichardo · Cuba · 17,68                                           | Will Claye Estados Unidos 17,52                                                     |
| Peso (16.08)              | David Storl · Alemania · 21,73                                              | Ryan Whiting Estados Unidos 21,57                                             | Dylan Armstrong · Canadá · 21,34                                                    |
| Disco (13.08)             | Robert Harting · Alemania · 69,11                                           | Piotr Małachowski · Polonia · 68,36                                           | Gerd Kanter Estonia 65,19                                                           |
| Martillo (12.08)          | Paweł Fajdek · Polonia · 81,97                                              | Krisztián Pars · Hungría · 80,30                                              | Lukáš Melich · República Checa · 79,36                                              |
| Jabalina (17.08)          | Vítězslav Veselý · República Checa · 87,17                                  | Tero Pitkämäki · Finlandia · 87,07                                            | Dmitri Tarabin · Rusia · 86,23                                                      |
| 4 × 100 m (18.08)         | Jamaica Nesta Carter Kemar Bailey-Cole Nickel Ashmeade Usain Bolt 37,36     | Estados Unidos Charles Silmon Mike Rodgers Rakieem Salaam Justin Gatlin 37,66 | Canadá · Gavin Smellie · Aaron Brown · Dontae Richards-Kwok · Justyn Warner · 37,92 |
| 4 × 400 m (16.08)         | Estados Unidos David Verburg Tony McQuay Arman Hall LaShawn Merritt 2:58,71 | Jamaica Rusheen McDonald Edino Steele Omar Johnson Javon Francis 2:59,88      | Reino Unido Conrad Williams Martyn Rooney Michael Bingham Nigel Levine 3:00,88      |
| Decatlón (11.08)          | Ashton Eaton Estados Unidos 8809 pts.                                       | Michael Schrader · Alemania · 8670 pts.                                       | Damian Warner · Canadá · 8512 pts.                                                  |

1. ↑  Pendiente de descalificación por dopaje del medallista de oro, el ruso Alexandr Ivanov.[11]
2. ↑  Descalificación por dopaje del medallista de plata, el ruso Mijail Ryzhov.[12]
3. ↑  Descalificación del relevo ruso, ganador de la medalla de bronce, por dopaje de Maxim Dyldin.[13]

### Femenino
| Evento                      | Oro                                                                                    | Plata                                                                                    | Bronce                                                                          |
| --------------------------- | -------------------------------------------------------------------------------------- | ---------------------------------------------------------------------------------------- | ------------------------------------------------------------------------------- |
| 100 m (12.08)               | Shelly-Ann Fraser-Pryce Jamaica 10,71 s                                                | Murielle Ahouré Costa de Marfil 10,93 s                                                  | Carmelita Jeter Estados Unidos 10,94 s                                          |
| 200 m (16.08)               | Shelly-Ann Fraser-Pryce Jamaica 22,17                                                  | Murielle Ahouré Costa de Marfil 22,32                                                    | Blessing Okagbare Nigeria 22,32                                                 |
| 400 m (12.08)               | Christine Ohuruogu Reino Unido 49,41                                                   | Amantle Montsho Botsuana 49,41                                                           | Stephenie Ann McPherson Jamaica 49,99                                           |
| 800 m (18.08)               | Eunice Jepkoech Sum Kenia 1:57,38                                                      | Brenda Martínez Estados Unidos 1:57,91                                                   | Alysia Montaño Estados Unidos 1:57,95                                           |
| 1500 m (15.08)              | Abeba Aregawi · Suecia · 4:02,69                                                       | Jennifer Simpson Estados Unidos 4:02,99                                                  | Hellen Onsando Obiri Kenia 4:03,86                                              |
| 5000 m (17.08)              | Meseret Defar Etiopía 14:50,19                                                         | Mercy Cherono Kenia 14:51,22                                                             | Almaz Ayana Etiopía 14:51,33                                                    |
| 10 000 m (11.08)            | Tirunesh Dibaba Etiopía 30:43,35                                                       | Gladys Cherono Kenia 30:45,17                                                            | Belaynesh Oljira Etiopía 30:46,98                                               |
| 100 m vallas (17.08)        | Brianna Rollins Estados Unidos 12,44                                                   | Sally Pearson Australia 12,50                                                            | Tiffany Porter Reino Unido 12,55                                                |
| 400 m vallas (15.08)        | Zuzana Hejnová · República Checa · 52,83                                               | Dalilah Muhammad Estados Unidos 54,09                                                    | Lashinda Demus Estados Unidos 54,27                                             |
| 3000 m obstáculos (13.08)   | Milcah Chemos Cheywa Kenia 9:11,65                                                     | Lidya Chepkurui Kenia 9:12,55                                                            | Sofia Assefa Etiopía 9:12,84                                                    |
| 20 km marcha (13 de agosto) | Yelena Lashmanova · Rusia · 1:27:08                                                    | Liu Hong China 1:28:10                                                                   | Sun Huanhuan China 1:28:32                                                      |
| Maratón (10 de agosto)      | Edna Kiplagat Kenia 2:25:44                                                            | Valeria Straneo · Italia · 2:25:58                                                       | Kayoko Fukushi Japón 2:27:45                                                    |
| Salto de altura (17.08)     | Brigetta Barrett Estados Unidos 2,00 m                                                 | Anna Chicherova · Rusia · Ruth Beitia · España · 1,97 m                                  |                                                                                 |
| Salto con pértiga (13.08)   | Yelena Isinbayeva · Rusia · 4,89                                                       | Jennifer Suhr Estados Unidos 4,82                                                        | Yarisley Silva · Cuba · 4,82                                                    |
| Salto de longitud (11.08)   | Brittney Reese Estados Unidos 7,01                                                     | Blessing Okagbare Nigeria 6,99                                                           | Ivana Španović Serbia 6,82                                                      |
| Triple salto (15.08)        | Caterine Ibargüen · Colombia · 14,85                                                   | Yekaterina Koneva · Rusia · 14,81                                                        | Olha Saladuha · Ucrania · 14,65                                                 |
| Peso (12.08)                | Valerie Adams Nueva Zelanda 20,88                                                      | Christina Schwanitz · Alemania · 20,41                                                   | Gong Lijiao China 19,95                                                         |
| Disco (11.08)               | Sandra Perković · Croacia · 67,99                                                      | Mélina Robert-Michon Francia 66,28                                                       | Yarelys Barrios · Cuba · 64,96                                                  |
| Martillo (16.08)            | Anita Włodarczyk · Polonia · 78,46                                                     | Zhang Wenxiu China 75,58                                                                 | Wang Zheng China 74,90                                                          |
| Jabalina (18.08)            | Christina Obergföll · Alemania · 69,05                                                 | Kimberley Mickle Australia 66,60                                                         | Mariya Abakumova · Rusia · 65,09                                                |
| 4 × 100 m (18.08)           | Jamaica Carrie Russell Kerron Stewart Schillonie Calvert Shelly-Ann Fraser-Pryce 41,29 | Estados Unidos Jeneba Tarmoh Alexandria Anderson English Gardner Octavious Freeman 42,75 | Reino Unido Dina Asher-Smith Ashleigh Nelson Annabelle Lewis Hayley Jones 42,87 |
| 4 × 400 m (17.08)           | Estados Unidos Jessica Beard Natasha Hastings Ashley Spencer Francena McCorory 3:20,41 | Reino Unido Eilidh Child Shana Cox Margaret Adeoye Christine Ohuruogu 3:22,61            | Francia Marie Gayot Lénora Guion-Firmin Muriel Hurtis Floria Gueï 3:24,21       |
| Heptatlón (13.08)           | Hanna Melnychenko · Ucrania · 6586 pts.                                                | Brianne Theisen Eaton · Canadá · 6530 pts.                                               | Dafne Schippers · Países Bajos · 6477 pts.                                      |

1. ↑  Descalificación por dopaje de la medallista de bronce, la rusa Antonina Krivoshapka.[14]
2. ↑  Descalificación por dopaje de la medallista de plata, la rusa Mariya Savinova.[15]
3. ↑  Descalificación por dopaje de la medallista de plata, la rusa Anisia Kirdiapkina.[16]
4. ↑  Pendiente de descalificación por dopaje de la medallista de oro, la rusa Svetlana Shkólina.[17]
5. ↑  Descalificación por dopaje de la medallista de oro, la rusa Tatiana Lysenko.[18]
6. ↑  Descalificación del relevo ruso, ganador de la medalla de oro, por dopaje de Antonina Krivoshapka.[19]

## Medallero
| Núm. | País                 | Oro | Plata | Bronce | Total |
| ---- | -------------------- | --- | ----- | ------ | ----- |
| 1    | Estados Unidos       | 8   | 13    | 5      | 26    |
| 2    | Jamaica              | 6   | 2     | 2      | 10    |
| 3    | Kenia                | 5   | 4     | 3      | 12    |
| 4    | Alemania             | 4   | 2     | 1      | 7     |
| 5    | Etiopía              | 3   | 3     | 4      | 10    |
| 6    | Rusia                | 3   | 2     | 3      | 8     |
| 7    | Reino Unido          | 3   | 1     | 3      | 7     |
| 8    | Polonia              | 2   | 1     | 0      | 3     |
| 9    | Ucrania              | 2   | 0     | 2      | 4     |
| 10   | República Checa      | 2   | 0     | 1      | 3     |
| 11   | Francia              | 1   | 2     | 2      | 5     |
| 12   | Colombia             | 1   | 0     | 0      | 1     |
| 12   | Croacia              | 1   | 0     | 0      | 1     |
| 12   | Irlanda              | 1   | 0     | 0      | 1     |
| 12   | Nueva Zelanda        | 1   | 0     | 0      | 1     |
| 12   | Suecia               | 1   | 0     | 0      | 1     |
| 12   | Trinidad y Tobago    | 1   | 0     | 0      | 1     |
| 12   | Uganda               | 1   | 0     | 0      | 1     |
| 19   | China                | 0   | 3     | 3      | 6     |
| 20   | Australia            | 0   | 3     | 0      | 3     |
| 21   | Costa de Marfil      | 0   | 2     | 0      | 2     |
| 21   | España               | 0   | 1     | 1      | 2     |
| 23   | Canadá               | 0   | 1     | 4      | 5     |
| 24   | Cuba                 | 0   | 1     | 2      | 3     |
| 25   | Nigeria              | 0   | 1     | 1      | 2     |
| 25   | Países Bajos         | 0   | 1     | 1      | 2     |
| 27   | Botsuana             | 0   | 1     | 0      | 1     |
| 27   | Catar                | 0   | 1     | 0      | 1     |
| 27   | Finlandia            | 0   | 1     | 0      | 1     |
| 27   | Hungría              | 0   | 1     | 0      | 1     |
| 27   | Italia               | 0   | 1     | 0      | 1     |
| 32   | Serbia               | 0   | 0     | 2      | 2     |
| 33   | Estonia              | 0   | 0     | 1      | 1     |
| 33   | Japón                | 0   | 0     | 1      | 1     |
| 33   | México               | 0   | 0     | 1      | 1     |
| 33   | República Dominicana | 0   | 0     | 1      | 1     |
| 33   | Sudáfrica            | 0   | 0     | 1      | 1     |
| 33   | Yibuti               | 0   | 0     | 1      | 1     |
|      | TOTAL                | 47  | 48    | 47     | 142   |